# 矢吹駅

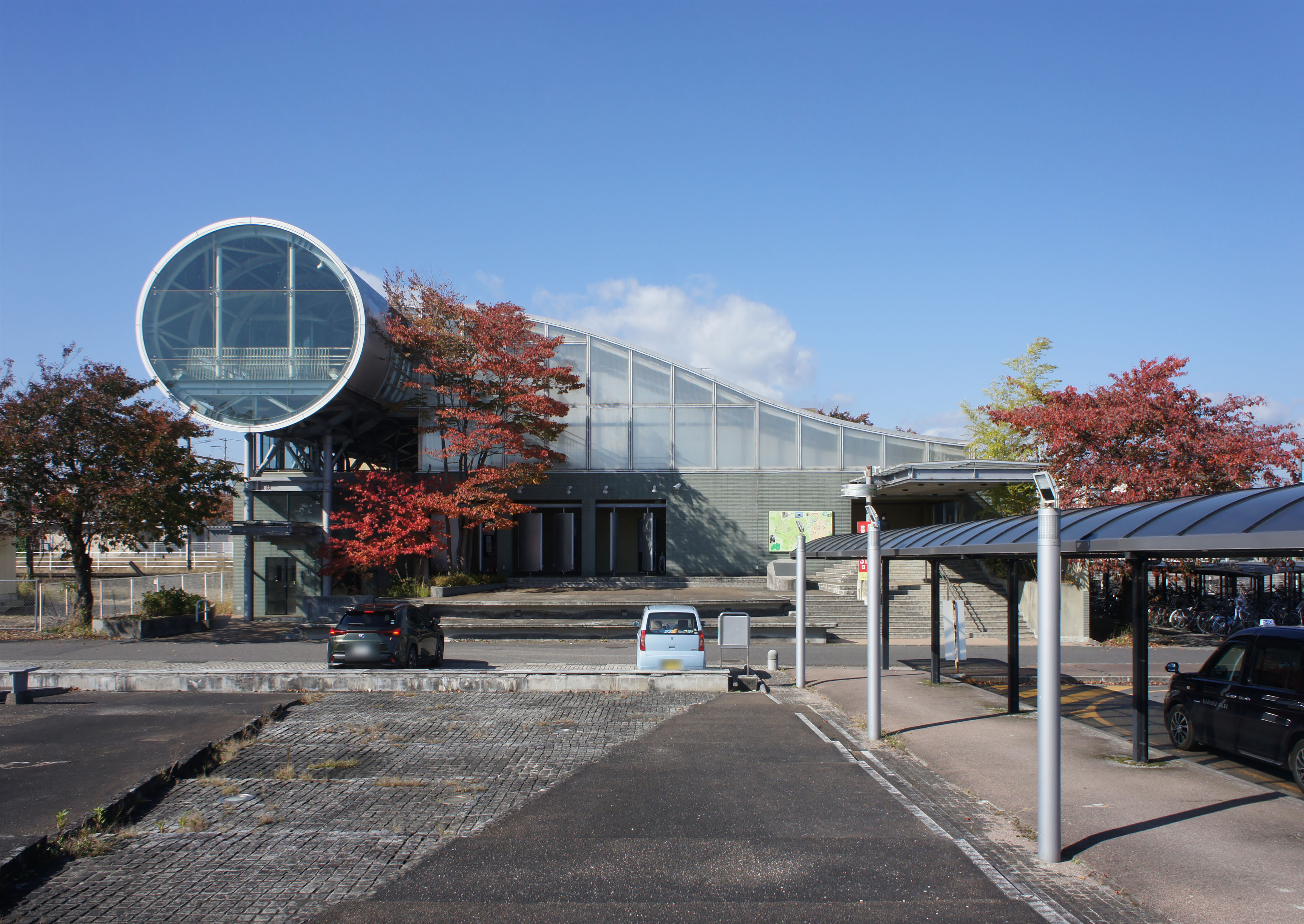
東口（2021年10月）

矢吹駅（やぶきえき）は、福島県西白河郡矢吹町中町にある、東日本旅客鉄道（JR東日本）東北本線の駅である。

## 歴史
- 1887年（明治20年）7月16日：日本鉄道の駅として開業[2]。
- 1906年（明治39年）11月1日：鉄道国有法により、国有化[2]。
- 1912年（明治42年）10月12日：線路名称の制定により、東北本線の所属となる。
- 1947年（昭和22年）8月12日：昭和天皇の戦後巡幸があり、お召し列車が郡山駅発 - 矢吹駅着、矢吹駅発 - 黒磯駅着で運転[4]。
- 1966年（昭和41年）10月1日：急行「あづま」の停車駅となる。
- 1978年（昭和53年）9月10日：貨物の取り扱いを廃止[2]。
- 1984年（昭和59年）2月1日：荷物の扱いを廃止[2]。
- 1985年（昭和60年）3月13日：ダイヤ改正により、急行「あづま」が廃止。以降、定期で優等列車の停車はなくなる。
- 1986年（昭和61年）3月3日：ダイヤ改正により、列車始発駅となる[5]。
- 1987年（昭和62年） 4月1日：国鉄分割民営化により、JR東日本の駅となる[2]。
- 1995年（平成7年）10月1日：新駅舎がオープン[6]。
- 1998年（平成10年）1月21日：駅舎と周辺計画が福島県建築文化賞を受賞。
- 2009年（平成21年）3月14日：ICカード「Suica」の利用が可能となる（郡山方面のみ）[7]。
- 2023年（令和5年）1月31日：みどりの窓口の営業を終了[8]。

## 駅構造
単式ホーム1面1線と島式ホーム1面2線、計2面3線のホームを持つ地上駅である。鉄骨造2階建ての橋上駅舎で、東西自由通路を有している。駅舎は正面が特徴的なもので、1996年度（平成8年度）にグッドデザイン賞、1998年度（平成10年度）に福島県建築文化賞を受賞している。
JR東日本東北総合サービスが駅業務を受託する業務委託駅で、Suica対応自動券売機と簡易Suica改札機が設置されている。

### のりば
| 番線 | 路線      | 方向                     | 行先                     |
| ---- | --------- | ------------------------ | ------------------------ |
| 1    | ■東北本線 | 下り                     | 郡山・福島方面           |
| 2    | ■東北本線 | （上下ともに一部の列車） | （上下ともに一部の列車） |
| 3    | ■東北本線 | 上り                     | 白河・黒磯方面           |

- 当駅始発・終着は2番線に発着。

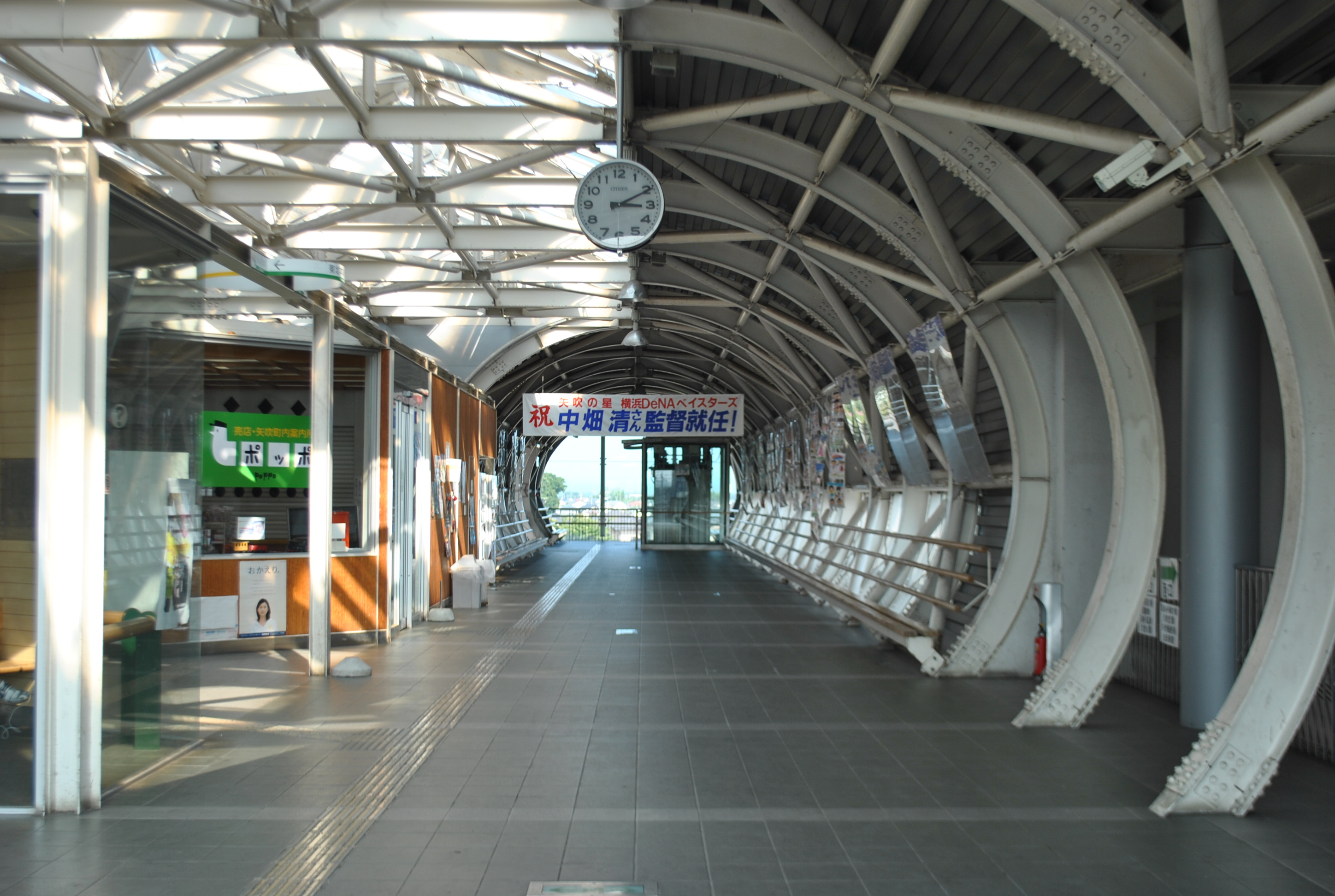
自由通路（2013年8月）
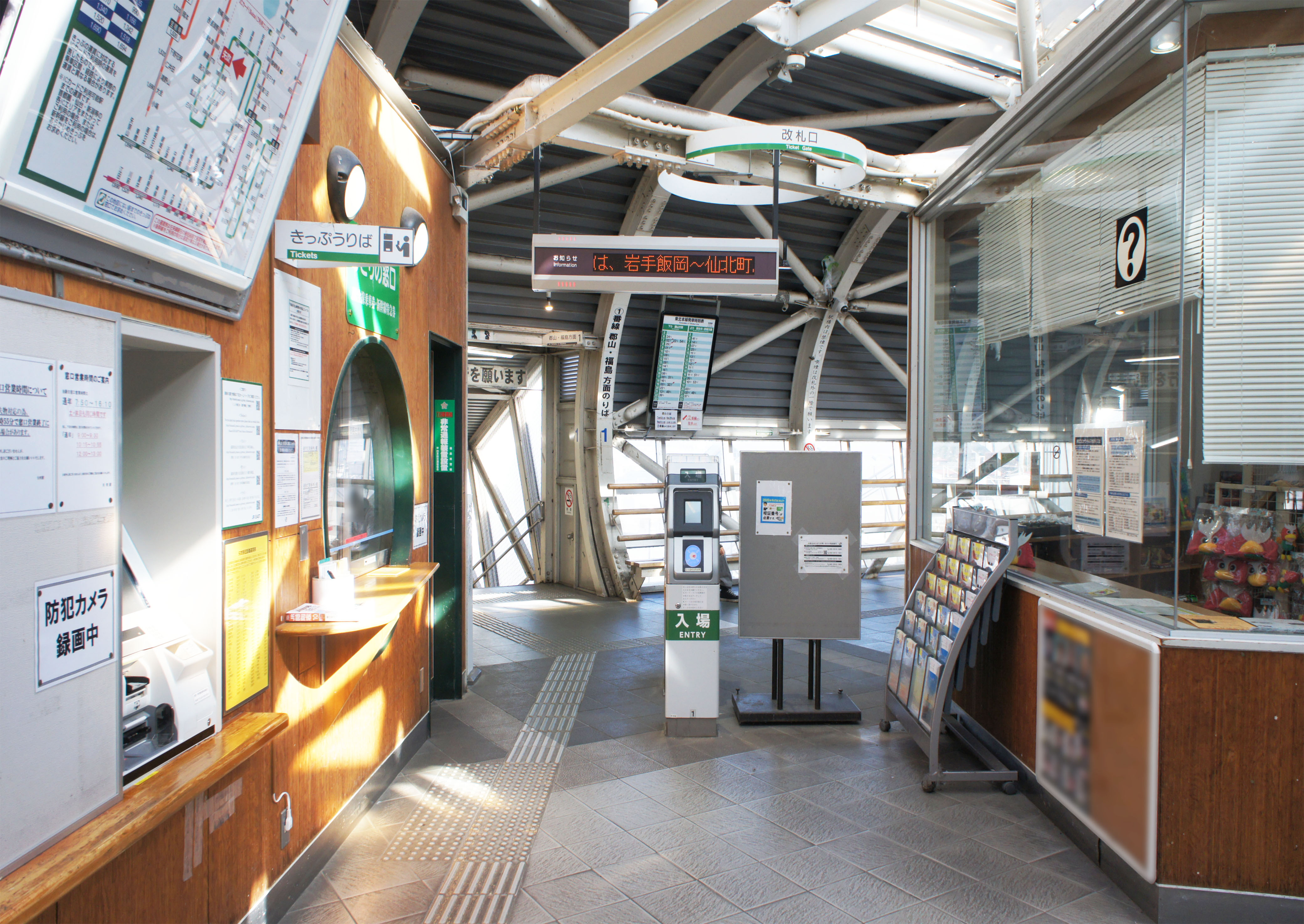
改札口（2021年10月）
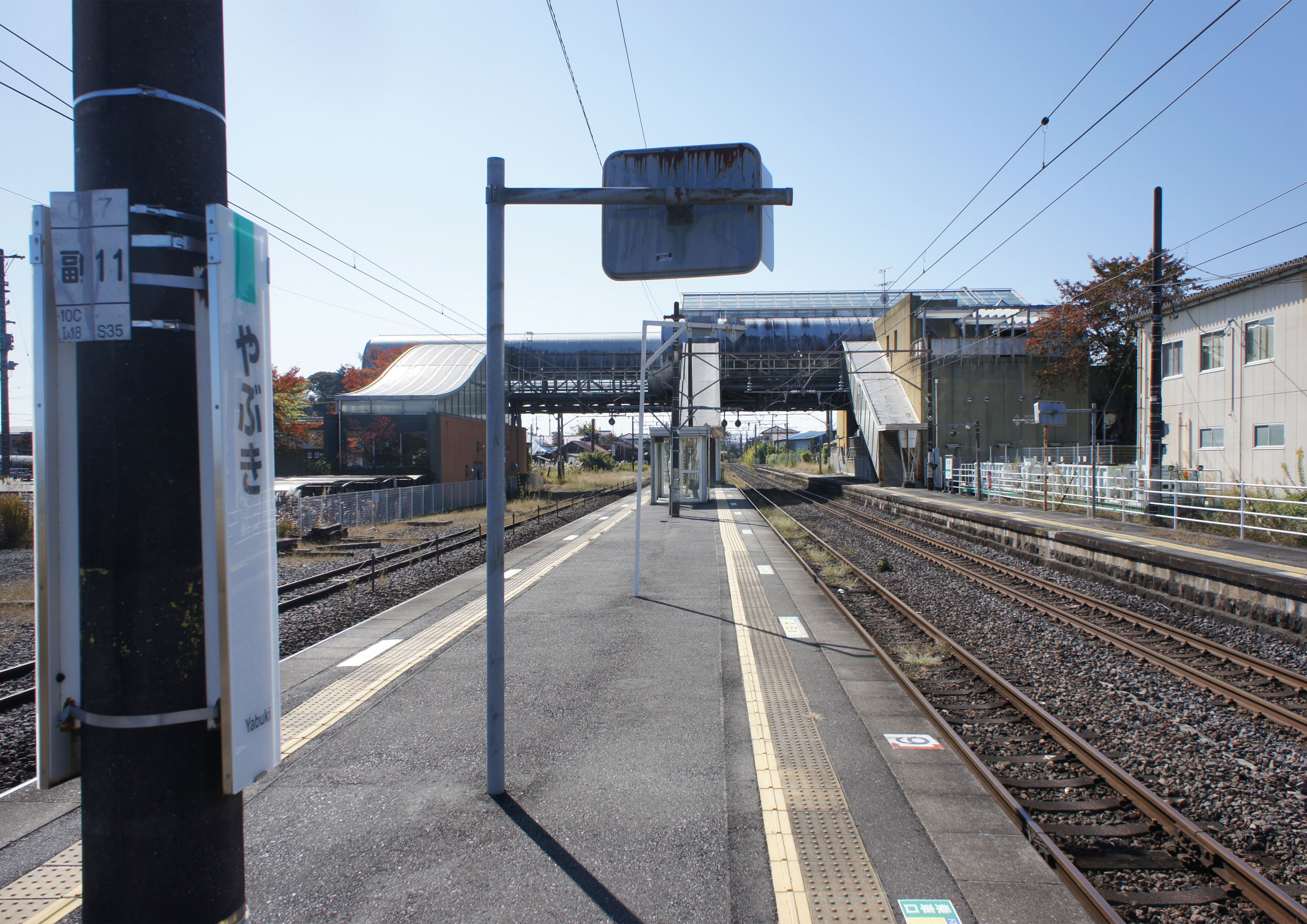
ホーム（2021年10月）

## 利用状況
JR東日本によると、2023年度（令和5年度）の1日平均乗車人員は1,004人である。
2000年度（平成12年度）以降の推移は以下のとおりである。
| 1日平均乗車人員推移 | 1日平均乗車人員推移 | 1日平均乗車人員推移 | 1日平均乗車人員推移 | 1日平均乗車人員推移 |
| 年度                | 定期外              | 定期                | 合計                | 出典                |
| ------------------- | ------------------- | ------------------- | ------------------- | ------------------- |
| 2000年（平成12年）  |                     |                     | 1,427               | [ 利用客数 2 ]      |
| 2001年（平成13年）  |                     |                     | 1,395               | [ 利用客数 3 ]      |
| 2002年（平成14年）  |                     |                     | 1,374               | [ 利用客数 4 ]      |
| 2003年（平成15年）  |                     |                     | 1,340               | [ 利用客数 5 ]      |
| 2004年（平成16年）  |                     |                     | 1,306               | [ 利用客数 6 ]      |
| 2005年（平成17年）  |                     |                     | 1,230               | [ 利用客数 7 ]      |
| 2006年（平成18年）  |                     |                     | 1,188               | [ 利用客数 8 ]      |
| 2007年（平成19年）  |                     |                     | 1,178               | [ 利用客数 9 ]      |
| 2008年（平成20年）  |                     |                     | 1,200               | [ 利用客数 10 ]     |
| 2009年（平成21年）  |                     |                     | 1,174               | [ 利用客数 11 ]     |
| 2010年（平成22年）  |                     |                     | 1,119               | [ 利用客数 12 ]     |
| 2011年（平成23年）  |                     |                     | 1,097               | [ 利用客数 13 ]     |
| 2012年（平成24年）  | 285                 | 875                 | 1,161               | [ 利用客数 14 ]     |
| 2013年（平成25年）  | 284                 | 889                 | 1,174               | [ 利用客数 15 ]     |
| 2014年（平成26年）  | 286                 | 848                 | 1,134               | [ 利用客数 16 ]     |
| 2015年（平成27年）  | 287                 | 849                 | 1,137               | [ 利用客数 17 ]     |
| 2016年（平成28年）  | 287                 | 847                 | 1,134               | [ 利用客数 18 ]     |
| 2017年（平成29年）  | 286                 | 790                 | 1,077               | [ 利用客数 19 ]     |
| 2018年（平成30年）  | 281                 | 785                 | 1,066               | [ 利用客数 20 ]     |
| 2019年（令和元年）  | 258                 | 789                 | 1,047               | [ 利用客数 21 ]     |
| 2020年（令和02年）  | 158                 | 707                 | 866                 | [ 利用客数 22 ]     |
| 2021年（令和03年）  | 170                 | 733                 | 904                 | [ 利用客数 23 ]     |
| 2022年（令和04年）  | 204                 | 745                 | 949                 | [ 利用客数 24 ]     |
| 2023年（令和05年）  | 233                 | 770                 | 1,004               | [ 利用客数 1 ]      |

## 駅周辺
- 白河警察署矢吹交番
- 福島銀行矢吹支店
- 白河信用金庫矢吹支店・矢吹東支店
- 矢吹郵便局
- 国道4号
- 福島県道186号矢吹停車場線
- 矢吹町立矢吹小学校
- 矢吹町立善郷小学校
- 矢吹自動車教習所
- 矢吹タクシー
- 大信地域自主運行バス「矢吹駅前」停留所[11]

## その他
- 当駅は東北本線における仙台近郊区間およびSuica仙台エリアの最南端にあたる。
- 町内に御料場が存在したため、昭和初期まで、駅内に貴賓室が設けられていた。
- 2011年（平成23年）3月11日に発生した東日本大震災では、駅南方の線路上で普通列車が脱線、乗客に対し、地元の住民が避難所の提供、暖房器具や寝具の貸与といった支援活動を行った。これに伴い、町と地元の住民に対し、JR東日本から感謝状が贈られた。

## 隣の駅
東日本旅客鉄道（JR東日本）
■東北本線
泉崎駅 - 矢吹駅 - 鏡石駅

### 記事本文
1. 1 2 3  『週刊 JR全駅・全車両基地』 13号 仙台駅・船岡駅・松島海岸駅ほか70駅、朝日新聞出版〈週刊朝日百科〉、2012年11月4日、21頁。
2. 1 2 3 4 5 6  石野哲 編『停車場変遷大事典 国鉄・JR編 II』（初版）JTB、1998年10月1日、399頁。ISBN 978-4-533-02980-6。
3. 1 2  JR東日本東北総合サービス株式会社が運営する受託駅一覧 - JR東日本東北総合サービス.2022年1月2日閲覧
4. ↑  原武史『昭和天皇御召列車全記録』新潮社、2016年9月30日、96頁。ISBN 978-4-10-320523-4。
5. ↑  時刻表（JTB版、交通新聞社版等）1986年3月号および4月号、東北本線のページより。
6. 1 2  「矢吹駅が合築化」『交通新聞』交通新聞社、1995年10月9日、3面。
7. ↑  『Suicaをご利用いただけるエリアが広がります。』（PDF）（プレスリリース）東日本旅客鉄道、2008年12月22日。オリジナルの2020年5月25日時点におけるアーカイブ。2020年5月25日閲覧。
8. ↑  “駅の情報（矢吹駅）：JR東日本”.   東日本旅客鉄道. 2023年1月4日時点のオリジナルよりアーカイブ。2023年1月4日閲覧。
9. ↑  JR矢吹駅(SKM設計計画事務所公式ページ)2020年8月17日閲覧
10. 1 2  “JR東日本：駅構内図・バリアフリー情報（矢吹駅）”.   東日本旅客鉄道. 2024年11月18日閲覧。
11. ↑  “大信地域自主運行バスをご利用ください”.   白河市. 2024年11月18日閲覧。

### 利用状況
1. 1 2  “各駅の乗車人員（2023年度）”.   東日本旅客鉄道. 2024年7月22日閲覧。
2. ↑  “各駅の乗車人員（2000年度）”.   東日本旅客鉄道. 2019年2月13日閲覧。
3. ↑  “各駅の乗車人員（2001年度）”.   東日本旅客鉄道. 2019年2月13日閲覧。
4. ↑  “各駅の乗車人員（2002年度）”.   東日本旅客鉄道. 2019年2月13日閲覧。
5. ↑  “各駅の乗車人員（2003年度）”.   東日本旅客鉄道. 2019年2月13日閲覧。
6. ↑  “各駅の乗車人員（2004年度）”.   東日本旅客鉄道. 2019年2月13日閲覧。
7. ↑  “各駅の乗車人員（2005年度）”.   東日本旅客鉄道. 2019年2月13日閲覧。
8. ↑  “各駅の乗車人員（2006年度）”.   東日本旅客鉄道. 2019年2月13日閲覧。
9. ↑  “各駅の乗車人員（2007年度）”.   東日本旅客鉄道. 2019年2月13日閲覧。
10. ↑  “各駅の乗車人員（2008年度）”.   東日本旅客鉄道. 2019年2月13日閲覧。
11. ↑  “各駅の乗車人員（2009年度）”.   東日本旅客鉄道. 2019年2月13日閲覧。
12. ↑  “各駅の乗車人員（2010年度）”.   東日本旅客鉄道. 2019年2月13日閲覧。
13. ↑  “各駅の乗車人員（2011年度）”.   東日本旅客鉄道. 2019年2月13日閲覧。
14. ↑  “各駅の乗車人員（2012年度）”.   東日本旅客鉄道. 2019年2月13日閲覧。
15. ↑  “各駅の乗車人員（2013年度）”.   東日本旅客鉄道. 2019年2月13日閲覧。
16. ↑  “各駅の乗車人員（2014年度）”.   東日本旅客鉄道. 2019年2月13日閲覧。
17. ↑  “各駅の乗車人員（2015年度）”.   東日本旅客鉄道. 2019年2月13日閲覧。
18. ↑  “各駅の乗車人員（2016年度）”.   東日本旅客鉄道. 2019年2月13日閲覧。
19. ↑  “各駅の乗車人員（2017年度）”.   東日本旅客鉄道. 2018年7月9日閲覧。
20. ↑  “各駅の乗車人員（2018年度）”.   東日本旅客鉄道. 2019年7月11日閲覧。
21. ↑  “各駅の乗車人員（2019年度）”.   東日本旅客鉄道. 2020年7月10日閲覧。
22. ↑  “各駅の乗車人員（2020年度）”.   東日本旅客鉄道. 2021年7月22日閲覧。
23. ↑  “各駅の乗車人員（2021年度）”.   東日本旅客鉄道. 2022年8月5日閲覧。
24. ↑  “各駅の乗車人員（2022年度）”.   東日本旅客鉄道. 2023年7月12日閲覧。